# ويليام روجر لويس
ويليام روجر لويس (بالإنجليزية: William Roger Louis)‏ هو مؤرخ أمريكي، ولد في 8 مايو 1936 في ديترويت في الولايات المتحدة.